# Charaxes occidentalis
Charaxes occidentalis är en fjärilsart som beskrevs av Van Son 1953. Charaxes occidentalis ingår i släktet Charaxes och familjen praktfjärilar. Inga underarter finns listade i Catalogue of Life.